# Иванов, Николай Петрович (артиллерист)
Иванов Николай Петрович (15 ноября 1904, Малые Яльчики, Российская империя — 27 января 1959, Тетюши, СССР) — Герой Советского Союза, командир 872-го гаубичного артиллерийского полка 32-й гаубичной артиллерийской бригады 12-й артиллерийской дивизии 4-го артиллерийского корпуса прорыва 13-й армии Центрального фронта, майор.

## Биография
Родился 15 ноября 1904 года в селе Малые Яльчики Тетюшского уезда (ныне село Яльчики Яльчикского муниципального округа Чувашской Республики) в семье рабочего. Русский. Член ВКП(б)/КПСС с 1927 года. Детские и юношеские годы прошли в городе Тетюши Татарской АССР. В 1923 году он окончил среднюю школу, в 1924-1925 годах работал секретарём Камско-Устьинского волостного комитета комсомола, председателем исполкома волостного Совета. В 1926-1927 годах служил в рядах Красной Армии, а после демобилизации работал в городе Буинске (Татария) инструктором исполкома кантонного Совета, а с 1931 года — в Народном Комиссариате земледелия Татарской АССР.
В 1934 году вновь призван в Красную Армию, став кадровым военным. Окончил курсы усовершенствования командного состава. В боях Великой Отечественной войны с апреля 1943 года.
После войны отважный командир-артиллерист продолжал службу в армии. В 1947 году он окончил Высшие офицерские академические курсы при Военной академии имени Ф. Э. Дзержинского. С 1954 года полковник Иванов Н. П. — в запасе. Жил в городе Тетюши (ныне Республика Татарстан).
Скончался 27 января 1959 года.

## Подвиг
Командир 872-го гаубичного артиллерийского полка (32-я гаубичная артиллерийская бригада, 12-я артиллерийская дивизия, 4-й артиллерийский корпус прорыва, 13-я армия, Центральный фронт) майор Николай Иванов в боях на Курской дуге 5-6 июля 1943 года умело организовал отражение батареями полка шести танковых атак гитлеровцев, прорвавшихся в районе села Протасово Малоархангельского района Орловской области к огневым позициям советских войск.
За два дня боёв вверенный майору Н.П. Иванову 872-й гаубичный артиллерийский полк уничтожил восемнадцать танков, подавил восемь артиллерийских и миномётных батарей противника.

## Награды
- Указом Президиума Верховного Совета СССР от 7 августа 1943 года за умелое командование артиллерийским полком, образцовое выполнение боевых заданий командования на фронте борьбы с немецко-фашистским захватчиками и проявленные при этом мужество и героизм майору Иванову Николаю Петровичу присвоено звание Героя Советского Союза с вручением ордена Ленина и медали «Золотая Звезда» (№ 1083).
- Награждён также тремя орденами Красного Знамени, орденами Суворова 3-й степени, Красной Звезды, медалями.

## Память
Имя Героя носят улицы в городе Тетюши (Республика Татарстан) и в селе Яльчики Яльчикского муниципального округа Чувашии.